# Област Камисо
Област Камисо (јап. 上磯郡) Kamiiso-gun се налази у субпрефектури Ошима, Хокаидо, Јапан. 
2004. године, у области Камисо живело је 48.470 становника и густину насељености од 71,18 становника по км². Укупна површина је 680,95 км².

## Вароши
- Киконај
- Шириучи

## Спајања
- 1. фебруара 2006. године, варош Камисо спојио се са вароши, Оно из области Област Камеда, и формира се нови град Хокуто.